# العلاقات الإريترية الغامبية
العلاقات الإريترية الغامبية هي العلاقات الثنائية التي تجمع بين إريتريا وغامبيا.

## مقارنة بين البلدين
هذه مقارنة عامة ومرجعية للدولتين:
| وجه المقارنة                                              | إريتريا                                      | غامبيا       |
| --------------------------------------------------------- | -------------------------------------------- | ------------ |
| المساحة (كم2)                                             | 117.60 ألف                                   | 11.30 ألف    |
| عدد السكان (نسمة)                                         | 6.33 مليون                                   | 2.10 مليون   |
| الكثافة السكانية (ن./كم²)                                 | 53.83                                        | 185.84       |
| العاصمة                                                   | أسمرة                                        | بانجول       |
| اللغة الرسمية                                             | اللغة التغرينية، اللغة العربية، لغة إنجليزية | لغة إنجليزية |
| العملة                                                    | ناكفا                                        | دالاسي غامبي |
| الناتج المحلي الإجمالي (بليون دولار)                      | 2.61 مليار                                   | 1.01 مليار   |
| الناتج المحلي الإجمالي (تعادل القوة الشرائية) بليون دولار |                                              | 3.34 مليار   |
| الناتج المحلي الإجمالي الاسمي للفرد دولار أمريكي          |                                              | 471          |
| الناتج المحلي الإجمالي للفرد دولار أمريكي                 |                                              |              |
| مؤشر التنمية البشرية                                      | 0.391                                        | 0.441        |
| رمز المكالمات الدولي                                      | +291                                         | +220         |
| رمز الإنترنت                                              | .er                                          | .gm          |
| المنطقة الزمنية                                           | ت ع م+03:00                                  | 00           |

## منظمات دولية مشتركة
يشترك البلدان في عضوية مجموعة من المنظمات الدولية، منها:
| علم المنظمة | اسم المنظمة                                 | تاريخ انضمام إريتريا | تاريخ انضمام غامبيا |
| ----------- | ------------------------------------------- | -------------------- | ------------------- |
|             | مؤسسة التمويل الدولية                       | 11 أكتوبر 1995       | 19 سبتمبر 1983      |
|             | منظمة حظر الأسلحة الكيميائية                | ?                    | ?                   |
|             | البنك الإفريقي للتنمية                      | ?                    | ?                   |
|             | يونسكو                                      | 2 سبتمبر 1993        | 1 أغسطس 1973        |
|             | الأمم المتحدة                               | 28 مايو 1993         | 21 سبتمبر 1965      |
|             | الاتحاد الدولي للاتصالات                    | 6 أغسطس 1993         | 27 مايو 1974        |
|             | منظمة الشرطة الجنائية الدولية               | ?                    | ?                   |
|             | البنك الدولي للإنشاء والتعمير               | 6 يوليو 1994         | 18 أكتوبر 1967      |
|             | الاتحاد البريدي العالمي                     | ?                    | ?                   |
|             | مؤسسة التنمية الدولية                       | 6 يوليو 1994         | 18 أكتوبر 1967      |
|             | الاتحاد الأفريقي                            | ?                    | ?                   |
|             | وكالة ضمان الاستثمار متعدد الأطراف          | 10 سبتمبر 1996       | 11 سبتمبر 1992      |
|             | مجموعة دول أفريقيا والكاريبي والمحيط الهادئ | ?                    | ?                   |

## وصلات خارجية
- موقع وزارة الخارجية الغامبية